# 강병규 (정치인)
강병규(姜秉奎, 1931년 7월 19일~2015년 2월 8일)는 대한민국의 정치인이다. 제8·9·10대 국회의원을 지냈다.
2015년 2월 8일에 노환으로 사망했다.

## 학력
- 중앙대학교 및 대학원을 졸업하였다.(법학박사)

## 역대 선거 결과
|  | 48.8% |

|  | 35.12% |

|  | 25.32% |